# Patagorhynchus
Patagorhynchus — рід доісторичних однопрохідних ссавців пізньої крейди та раннього маастрихтського періоду в провінції Санта-Крус, Аргентина. Відомо з одного виду: Patagorhynchus pascuali. Голотип MPM-PV-23087 складається з нижнього правого моляра, прикріпленого до фрагмента зубного ряду. Він був зібраний у формації Чорільйо в Ріо-Гальєгос, Санта-Крус, Аргентина, у 2022 році та зберігається в музеї Падре Моліна у м. Ріо-Гальєгос.

## Еволюція
Patagorynchus представляє найстаріший відомий однопрохідний вид з Південної Америки, що вказує на те, що вони вже прибули в регіон наприкінці крейдяного періоду та були присутні в Антарктиді під час пізньої крейди.